# ORF 2
ORF 2 (bis 1992: FS 2) ist das zweite Fernsehprogramm des Österreichischen Rundfunks (ORF).

## Geschichte
ORF 2 nahm seinen Sendebetrieb als „Technisches Versuchsprogramm“ am 11. September 1961 auf. Seit dem 1. September 1970 wird täglich gesendet, zuvor nur an fünf Tagen der Woche. Bis 26. Oktober 1992 hieß das Programm FS 2 (Fernsehprogramm 2), danach folgte die Umbenennung in den heutigen Namen ORF 2. Die regionalisierten Fensterprogramme unter dem Titel Bundesland heute wurden am 2. Mai 1988 in allen Bundesländern gleichzeitig eingeführt.
Am 9. Jänner 2012 erfolgte, ähnlich wie bei ORF eins, ein kompletter Designwechsel. In Anlehnung an das klare Design von ORF eins soll nun auch in ORF 2 ein vertikaler Navigationsbalken als zentrales On-Air-Element den Zusehern die Programmorientierung erleichtern. Das Design soll die starke Österreich-Identität des Senders unterstreichen.
Die Farbcodierung des neuen Designs ist ganz auf Rot-Weiß-Rot fokussiert. Dies wird bei allen Animationen sichtbar – Abspann, Idents, Programmhinweisen und -trailern. Die Infos orientieren sich an einem zweigeteilten Bild, bewegen sich aber ausschließlich auf- bzw. abwärts: Links werden Datum und Zeit angezeigt, rechts die Sendungstitel. Auf diese Weise werden für die Zuseherinnen und Zuseher mehr Orientierungspunkte als bisher gesetzt, denn es wird u. a. die zeitliche Navigation der Programmhinweise stärker und klarer betont.
2018 wurde bekannt, dass die Redaktionen von ORF eins und ORF 2 getrennt werden. Infolgedessen wurde Matthias Schrom zum Chefredakteur von ORF 2 bestellt, Alexander Hofer wurde Senderchef.

## Programm
ORF 2 strahlt im Gegensatz zu ORF 1 mehr österreichbezogene und kulturelle Sendungen aus. Mehrmals täglich wird die Nachrichtensendung Zeit im Bild (ZIB) ausgestrahlt, wovon die tägliche ZIB 1 um 19:30 Uhr und die ZIB 2 um ca. 22 Uhr (täglich außer samstags und feiertags) die wichtigsten Ausgaben sind. Um 19:00 Uhr sind mit Bundesland heute (Nachrichten für die Bundesländer) neun regionale Fensterprogramme für jedes Bundesland auf Sendung. Im Sendegebiet Tirol und im zu Italien gehörenden Südtirol wird zudem die Nachrichtensendung Südtirol heute von Montag bis Freitag um 18:30 Uhr ausgestrahlt, die im ORF-Landesstudio Tirol in Innsbruck produziert wird.
Darüber hinaus gibt es sonntags um 13:30 Uhr im Burgenland die Sendung Dobar dan Hrvati für die burgenlandkroatische Volksgruppe sowie zur gleichen Zeit in Kärnten und der Steiermark die Sendung Dober dan, Koroška bzw. Dober dan, Štajerska für die slowenische Volksgruppe in Kärnten und der Steiermark.

## Verbreitung
Über Satellit können die Sendungen aller Bundesländer empfangen werden. Da der ORF von zugekauften Sendungen die Senderechte nur für Österreich erwirbt, wird das Programm über Satellit verschlüsselt ausgestrahlt. Die Entschlüsselungskarten sind nur für österreichische Gebührenzahler erhältlich und dürfen nur in Österreich verwendet werden. Mit dem unverschlüsselten, digitalen Angebot von ORF 2 Europe wird seit Juli 2004 Interessierten im Ausland die Möglichkeit geboten, ORF-eigene Produktionen zu empfangen. Viele Sendungen werden auch in 3sat wiederholt oder sogar von 3sat direkt übernommen.
Seit Oktober 2006 wird das Programm terrestrisch über DVB-T in Österreich verbreitet. Über den Multiplex A werden bundesweit jeweils das Regionalprogramm des eigenen Bundeslandes, sowie das eines benachbarten Bundeslandes ausgestrahlt.
In Südtirol kann das Programm landesweit unverschlüsselt über Kanal 34 empfangen werden.

## Jugendschutz
Der ORF kennzeichnet sein Programm durch Hinzufügen eines Kürzels zum permanent eingeblendeten Sendernamen mit den Altersangaben 16+ und 18+ sowie 12+ während des Tagesprogramms.
Leichte Kürzungen von Spielfilmen aufgrund von Jugendschutzrichtlinien kommen vor, tendenziell jedoch seltener als etwa in Deutschland.

## ORF 2 HD
ORF 2 HD ist der zweite österreichische Fernsehsender, der sein Programm hochauflösend verbreitet. Es ist die HD-Simulcast-Version von ORF 2 und wird wie der SD-Muttersender dem öffentlich-rechtlichen Programm zugeordnet.

### Geschichte
Am 2. Dezember 2009 begann ein offener HD-Testbetrieb mit einem Trailer, der Ausschnitte aus den Bereichen Natur und Dokumentationen zeigte. Beschränkt war das Testangebot auf Haushalte, die über eine freigeschaltete Cryptoworks-ORF-Registrierung verfügten. Drei Tage später, am 5. Dezember 2009 um 0:00 Uhr, nahm man den regulären Sendebetrieb auf. Das Programm von ORF 2 wird im hochauflösenden 720p-Format gesendet. Da nur wenige Formate in High Definition vorliegen, werden viele Sendungen vom Österreichischen Rundfunk hochskaliert.
Zu den ersten Ausstrahlungen in 720p zählte der ORF Joseph Haydns Il mondo della luna und Robert Dornhelms Opernverfilmung La Bohème. Auch das traditionelle Adventkonzert Christmas in Vienna sowie das Neujahrskonzert 2010 unter Leitung von Stardirigent Georges Prêtre wurden in HD gesendet. Kurze Zeit später begann man sämtliche Universum-Produktionen ebenfalls in nativem HD zu senden.

### Programm
Mittlerweile beträgt der Anteil an HD-Material ca. 70 % des Gesamtprogramms, seit dem Frühjahr 2013 wird auch die ZIB in echtem HD ausgestrahlt.
Während des Regionalausstiegs wird auf ORF 2 HD das Regionalprogramm des ORF Wien (Wien heute) gezeigt. Die anderen 8 Regionalprogramme sind wie gewohnt parallel auf den Bundesländersendern zu sehen.

### Empfang
Der Sender kann seit 1. Juli 2009 digital über Astra empfangen werden. Das Programm ist, mit Ausnahme der Programmvariante ORF 2 Europe mit dem Regionalprogramm für Wien, verschlüsselt und erfordert eine aktivierte ORF Digital-SAT-Karte.
- Satellit: Astra 19,2° Ost
- Downlink-Frequenz: 11,303 GHz
- Symbolrate (MS/s): 22000
- Fehlerschutz (FEC): 2/3
- Polarisation: Horizontal
- Modulation: 8PSK

Seit August 2014 wird via Astra 19,2° Ost über den neuen Transponder 5 ein Testbetrieb für die bevorstehende Übertragung der Regionalprogramme in HD ausgestrahlt. Ab 25. Oktober 2014 sollen über diesen Transponder alle Bundesland heute-Sendungen in High Definition übertragen werden. Bisher war lediglich der Empfang von Wien heute in HD über den einzig vorhandenen ORF 2-HD-Stream möglich. Außerdem existieren über diesen Transponder die Programme ORF III HD sowie ORF SPORT+ HD (ebenfalls Testbetrieb).
- Satellit: Astra 19,2° Ost
- Transponder: 5
- Downlink-Frequenz: 11,273 GHz
- Symbolrate (MS/s): 22000
- Fehlerschutz (FEC): 2/3
- Polarisation: Horizontal
- Modulation: 8PSK

Im italienischen Südtirol und Trentino wird die HD-Version des Senders seit Mitte 2010 in einem Gleichwellennetz bei einer Bitrate von ca. 10 Mbit/s von der Rundfunk-Anstalt Südtirol (RAS) unverschlüsselt über DVB-T empfangbar gemacht. Um den Sender dort empfangen zu können, genügt der Besitz eines MPEG-4-fähigen Fernsehgeräts.
ORF 2 ist in Österreich über SimpliTV als eines von drei kostenlosen HD-Programmen terrestrisch empfangbar, die technische Reichweite soll nach Angabe des Plattformbetreibers bei 90 Prozent liegen. Außerdem ist das Programm im Internet über IPTV-Anbieter (darunter Zattoo) und per Livestream empfangbar, außerhalb Österreichs aber für Sendungen mit Fremdlizenzen durch Geo-Targeting blockiert.

## Programmlogos

Logo von 1968 bis 1975
Logo von 1975 bis 1980
Logo von 1980 bis 1992
Logo bis 1992 (weiße Schrift auf transparentem Hintergrund)
Logo von 27. Oktober 1992 bis 4. Oktober 2000
Logo von 5. Oktober 2000 bis 15. August 2005
Logo von 16. August 2005 bis 8. Jänner 2012
Logo von ORF 2 HD von 5. Dezember 2009 bis 8. Jänner 2012
Logo von ORF 2 seit 9. Jänner 2012
Logo von ORF 2 HD seit 9. Jänner 2012
Logo von ORF 2 UHD von 15. Juni 2018 bis 15. Juli 2018 (während der FIFA-Fußballweltmeisterschaft 2018)

Cornerlogo von 27. Oktober 1992 bis 4. Oktober 2000 und erneut seit 9. Jänner 2012
Cornerlogo von 5. Oktober 2000 bis 15. August 2005
Cornerlogo von 16. August 2005 bis 9. Jänner 2012
Cornerlogo von ORF 2 HD von 5. Dezember 2009 bis 9. Jänner 2012
Cornerlogo von ORF 2 HD seit 9. Jänner 2012
Cornerlogo von ORF 2 UHD von 15. Juni 2018 bis 15. Juli 2018 (während der FIFA-Fußballweltmeisterschaft 2018)